# جایزه هانس آلفون
جایزه هانس آلفون (به انگلیسی: Hannes Alfvén Prize) جایزه‌ای است که از سال ۲۰۰۰ هرساله توسط موسسه فیزیک اروپا به خاطر دست‌آوردهای برجسته در فیزیک پلاسما اعطا می‌شود. این جایزه به افتخار فیزیکدان سوئدی، هانس آلفون نام‌گذاری شده‌است.